# Ronwen Williams
Ronwen Hayden Williams (* 21. Januar 1992 in Port Elizabeth) ist ein südafrikanischer Fußballtorwart.

## Karriere

### Verein
Williams spielte in der Jugend des englischen Premier-League-Klubs Tottenham Hotspur. Von dort kehrte er nach Südafrika zurück, wo er diverse Jugendmannschaften von SuperSport United durchlief. 2010 rückte er in die Profimannschaft auf, für die er 2012 sein erstes Spiel in der Premier Soccer League bestritt. Mit SuperSport gewann Williams dreimal den Nedbank Cup, zweimal das MTN 8 sowie einmal den Telcom Knockout, einen K.o.-Wettbewerb im südafrikanischen Profifußball, an dem die 16 Mannschaften der südafrikanischen Premier Division teilnehmen.
2022 wechselte er zu den Mamelodi Sundowns, mit denen er auf Anhieb die südafrikanische Meisterschaft gewann.

### Nationalmannschaft
Williams debütierte am 5. März 2014 in einem Freundschaftsspiel gegen Brasilien in der südafrikanischen Nationalmannschaft.
Anlässlich des Afrika-Cups 2019 in Ägypten wurde Williams von Nationaltrainer Stuart Baxter in das südafrikanische Aufgebot berufen. Im Turnierverlauf wurde er in den beiden mit 0:1 verlorenen Gruppenspielen gegen die Elfenbeinküste und Marokko sowie beim 1:0 im Achtelfinale gegen den Gastgeber und bei der 1:2-Niederlage im Viertelfinale gegen Nigeria eingesetzt.
Bei den Olympischen Sommerspielen 2020 gehörte Williams zu den drei zulässigen Spielern, die vor dem 1. Januar 1997 geboren wurden. Er bestritt alle drei Vorrundenspiele Südafrikas, die sämtlich verloren gingen und in denen er insgesamt acht Gegentore kassierte.
Im August 2021 ernannte ihn der neue Nationaltrainer Hugo Broos zum Kapitän der Bafana Bafana.
Nachdem Südafrika die Qualifikation für den Afrika-Cup 2022 in Kamerun verpasst hatte, war das Team zwei Jahre später beim Turnier in der Elfenbeinküste mit Williams als Stammtorhüter und Mannschaftskapitän wieder dabei. Südafrika qualifizierte sich als Gruppenzweiter für das Achtelfinale, in dem sich Bafana Bafana gegen den Weltmeisterschaftsvierten Marokko durchsetzte. Im Viertelfinale traf Südafrika auf das Team aus Kap Verde. In einem chancenarmen Spiel lenkte Williams in der zweiten Minute der Nachspielzeit einen Schuss von Benchimol an die Latte und rettete sein Team in die Verlängerung. Nach weiteren 30 torlosen Minuten musste die Partie durch Elfmeterschießen entschieden werden. Dort avancierte Williams mit vier gehaltenen Elfmetern zum Matchwinner und trug maßgeblich zum ersten südafrikanischen Einzug in ein Halbfinale des Afrika-Cups seit 24 Jahren bei.

## Erfolge
- Nedbank Cup: 2012, 2016, 2017
- MTN 8: 2017, 2019
- Telkom Knockout: 2014
- Südafrikanische Meisterschaft: 2023